# Vidéographie de Prince
 (juin 2011).
Si vous disposez d'ouvrages ou d'articles de référence ou si vous connaissez des sites web de qualité traitant du thème abordé ici, merci de compléter l'article en donnant les références utiles à sa vérifiabilité et en les liant à la section « Notes et références ».
Cet article présente une liste de clips vidéos, de concerts et de films dans lesquels le chanteur Prince a participé, avec mention de réalisateur, producteur, compositeur ou acteur.
Le premier rôle principal de Prince était dans son propre film Purple Rain où il jouait le rôle du Kid. Il a réalisé deux autres films musicaux, le second étant la suite de Purple Rain : Under the Cherry Moon (1986), Graffiti Bridge (1990). Ses talents de compositeur sont bien démontrés lorsqu'en 1989 il réalisa la bande originale de Batman, l'un des titres Batdance sera numéro 1.

## Clips vidéo
| Années 1970 & 1980 | Années 1970 & 1980 | Années 1970 & 1980                                            | Années 1970 & 1980                      |
| #                  | Année              | Chanson                                                       | Réalisateur(s)                          |
| ------------------ | ------------------ | ------------------------------------------------------------- | --------------------------------------- |
| 1                  | 1979               | I Wanna Be Your Lover (performance solo de Prince)            | [ 1 ]                                   |
| 2                  | 1979               | I Wanna Be Your Lover (performance de Prince avec son groupe) | [ 1 ]                                   |
| 3                  | 1979               | Why You Wanna Treat Me So Bad?                                | [ 1 ]                                   |
| 4                  | 1980               | Uptown                                                        | [ 1 ]                                   |
| 5                  | 1980               | Dirty Mind                                                    | [ 1 ]                                   |
| 6                  | 1981               | Controversy                                                   | Bruce Gowers                            |
| 7                  | 1981               | Sexuality                                                     | Bruce Gowers                            |
| 8                  | 1982               | 1999 (edit)                                                   | Bruce Gowers                            |
| 9                  | 1983               | Little Red Corvette                                           | Brian Greenberg                         |
| 10                 | 1983               | Let's Pretend We're Married                                   | Bruce Gowers                            |
| 10                 | 1983               | Automatic                                                     | Bruce Gowers                            |
| 11                 | 1984               | When Doves Cry                                                | Prince                                  |
| 12                 | 1984               | Let's Go Crazy                                                | Albert Magnoli                          |
| 13                 | 1984               | Purple Rain (LP version)                                      | Albert Magnoli                          |
| 14                 | 1984               | I Would Die 4 U (live version)                                | Paul Becher                             |
| 15                 | 1984               | I Would Die 4 U (live version in Washington D.C.)             | Paul Becher                             |
| 16                 | 1985               | Take Me with U (live version)                                 | Paul Becher                             |
| 17                 | 1985               | Baby I'm a Star (live version)                                | Paul Becher                             |
| 18                 | 1985               | 4 the Tears in Your Eyes                                      | [ 1 ]                                   |
| 19                 | 1985               | Raspberry Beret                                               | Prince                                  |
| 20                 | 1985               | Paisley Park                                                  | Prince                                  |
| 21                 | 1985               | America                                                       | Prince                                  |
| 22                 | 1986               | Kiss                                                          | Rebecca Blake                           |
| 23                 | 1986               | Mountains                                                     | Prince                                  |
| 24                 | 1986               | Girls & Boys                                                  | Prince                                  |
| 25                 | 1986               | Anotherloverholenyohead                                       | Daniel Kleinman                         |
| 26                 | 1987               | Sign o' the Times                                             | Bill Konersman                          |
| 27                 | 1987               | If I Was Your Girlfriend                                      | Prince/Albert Magnoli                   |
| 28                 | 1987               | U Got the Look (duo avec Sheena Easton)                       | Prince/Albert Magnoli                   |
| 29                 | 1987               | I Could Never Take the Place of Your Man                      | Prince/Albert Magnoli                   |
| 30                 | 1988               | Alphabet St.                                                  | Prince                                  |
| 31                 | 1988               | Glam Slam                                                     | [ 1 ]                                   |
| 32                 | 1988               | I Wish U Heaven                                               | Jean-Baptiste Mondino                   |
| 33                 | 1989               | Batdance                                                      | Albert Magnoli                          |
| 34                 | 1989               | Batdance (The Batmix)                                         | Albert Magnoli                          |
| 35                 | 1989               | Batdance (Vicki Vale Mix)                                     | Albert Magnoli                          |
| 36                 | 1989               | Partyman                                                      | Albert Magnoli                          |
| 37                 | 1989               | Scandalous!                                                   | Albert Magnoli                          |
| 38                 | 1989               | Times Waits for No-One (interprété par Mavis Staples)         |                                         |
| Années 1990 & 2000 |                    |                                                               |                                         |
| #                  | Année              | Chanson                                                       | Réalisateur(s)                          |
| 39                 | 1990               | Thieves in the Temple                                         | Prince                                  |
| 40                 | 1990               | Round and Round (interprété par Tevin Campbell)               | Prince                                  |
| 41                 | 1990               | New Power Generation                                          | Prince                                  |
| 42                 | 1990               | New Power Generation (Funky Weapon Remix)                     | Prince                                  |
| 43                 | 1990               | The Question of U (live version)                              | Prince                                  |
| 44                 | 1991               | Gett Off                                                      | Randee St. Nicholas                     |
| 45                 | 1991               | Gett Off (Houstyle)                                           | Randee St. Nicholas                     |
| 46                 | 1991               | Violet the Organ Grinder                                      | Randee St. Nicholas                     |
| 47                 | 1991               | Gangster Glam                                                 | Paisley Park                            |
| 48                 | 1991               | Clockin' the Jizz                                             | Randee St. Nicholas                     |
| 49                 | 1991               | Cream                                                         | Rebecca Blake                           |
| 50                 | 1991               | Diamonds and Pearls                                           | Rebecca Blake                           |
| 51                 | 1991               | Insatiable                                                    | Randee St. Nicholas                     |
| 52                 | 1991               | Willing and Able                                              | Larry Fong                              |
| 53                 | 1991               | Willing and Able (alternate version)                          | Larry Fong                              |
| 54                 | 1991               | Strollin'                                                     | Scott McCullough                        |
| 55                 | 1992               | Money Don't Matter 2 Night                                    |                                         |
| 56                 | 1992               | Money Don't Matter 2 Night                                    | Spike Lee                               |
| 57                 | 1992               | Call the Law                                                  | Scott McCullough                        |
| 58                 | 1992               | Thunder (live version)                                        |                                         |
| 59                 | 1992               | Dr. Feelgood (live; chants de Rosie Gaines)                   |                                         |
| 60                 | 1992               | Jughead (live version)                                        |                                         |
| 61                 | 1992               | Live 4 Love (live version from Australia)                     |                                         |
| 62                 | 1992               | 2 Whom It May Concern                                         | Randee St. Nicholas                     |
| 63                 | 1992               | Sexy M.F.                                                     | Parris Patton                           |
| 64                 | 1992               | My Name Is Prince                                             | Parris Patton                           |
| 65                 | 1992               | 7                                                             | Randee St. Nicholas                     |
| 66                 | 1992               | The Morning Papers                                            |                                         |
| 67                 | 1992               | Damn U                                                        |                                         |
| 68                 | 1992               | Love 2 the 9's                                                | Parris Patton                           |
| 69                 | 1992               | The Continental (edit)                                        | Parris Patton                           |
| 70                 | 1992               | The Max                                                       | Parris Patton                           |
| 71                 | 1992               | Blue Light                                                    | Parris Patton                           |
| 72                 | 1992               | The Sacrifice of Victor                                       | Parris Patton                           |
| 73                 | 1992               | I Wanna Melt with U                                           | Paisley Park (pseudonyme pour Prince)   |
| 74                 | 1992               | Sweet Baby                                                    | Parris Patton                           |
| 75                 | 1992               | The Call                                                      |                                         |
| 76                 | 1993               | Pink Cashmere                                                 | James Hyman                             |
| 77                 | 1993               | Peach                                                         | Parris Patton                           |
| 78                 | 1993               | Nothing Compares 2 U                                          | [ 1 ]                                   |
| 79                 | 1994               | The Most Beautiful Girl in the World                          | Antoine Fuqua, Prince (en tant qu'O(+>) |
| 80                 | 1994               | Beautiful                                                     | Prince (en tant qu'O(+>)                |
| 81                 | 1994               | The Most Beautiful Girl in the World: Mustang Mix             | Antoine Fuqua, Prince (en tant qu'O(+>) |
| 82                 | 1994               | Interactive                                                   | Prince (en tant qu'O(+>)                |
| 83                 | 1994               | Endorphinmachine                                              | Prince (en tant qu'O(+>)                |
| 84                 | 1994               | Days of Wild                                                  | Prince (en tant qu'O(+>)                |
| 85                 | 1994               | Now                                                           | Prince (en tant qu'O(+>)                |
| 86                 | 1994               | Race                                                          | Prince (en tant qu'O(+>)                |
| 87                 | 1994               | Acknowledge Me                                                | Prince (en tant qu'O(+>)                |
| 88                 | 1994               | Pheromone                                                     | Prince (en tant qu'O(+>)                |
| 89                 | 1994               | The Jam                                                       | Prince (en tant qu'O(+>)                |
| 90                 | 1994               | Shhh                                                          | Prince (en tant qu'O(+>)                |
| 91                 | 1994               | Loose!                                                        | Prince (en tant qu'O(+>)                |
| 92                 | 1994               | Papa                                                          | Prince (en tant qu'O(+>)                |
| 93                 | 1994               | Come                                                          | Prince (en tant qu'O(+>)                |
| 94                 | 1994               | Love Sign featuring Nona Gaye)                                | Ice Cube                                |
| 95                 | 1994               | Letitgo                                                       | [ 1 ]                                   |
| 96                 | 1994               | Dolphin                                                       | Prince (en tant qu'O(+>)                |
| 97                 | 1994               | When 2 R in Love                                              | David May                               |
| 98                 | 1994               | 18 & Over                                                     | Prince (en tant qu'O(+>)                |
| 99                 | 1994               | Empty Room                                                    | Prince (en tant qu'O(+>)                |
| 100                | 1994               | Zannalee                                                      | Prince (en tant qu'O(+>)                |
| 101                | 1995               | Purple Medley                                                 | Joe Torcello                            |
| 102                | 1995               | The Same December                                             | Prince (en tant qu'O(+>)                |
| 103                | 1995               | I Hate U                                                      | Prince (en tant qu'O(+>)                |
| 104                | 1995               | Gold                                                          | Prince (en tant qu'O(+>)                |
| 105                | 1995               | P Control                                                     | Prince (en tant qu'O(+>)                |
| 106                | 1995               | Rock and Roll Is Alive (And It Lives in Minneapolis)          | Prince (en tant qu'O(+>)                |
| 107                | 1996               | Dinner with Delores                                           | Giorgio Scali                           |
| 108                | 1996               | I Like It There                                               | Prince (en tant qu'O(+>)                |
| 109                | 1996               | Betcha by Golly Wow!                                          | Prince (en tant qu'O(+>)                |
| 110                | 1997               | Somebody's Somebody                                           | Prince (en tant qu'O(+>)                |
| 111                | 1997               | The Holy River (edit)                                         | Prince (en tant qu'O(+>)                |
| 112                | 1997               | Face Down                                                     | Azi Fuekare (pseudonyme pour Prince)    |
| 113                | 1998               | Beautiful Strange                                             | Prince (en tant qu'O(+>)                |
| 114                | 1998               | The One                                                       | Mayte Garcia                            |
| 115                | 1998               | Come On                                                       | Prince (en tant qu'O(+>)                |
| 116                | 1999               | The Greatest Romance Ever Sold                                | Malik Sayeed                            |
| 117                | 1999               | Hot Wit U (Nasty Girl Remix)                                  | [ 1 ]                                   |
| 118                | 1999               | One Song                                                      | Prince                                  |
| 119                | 2001               | U Make My Sun Shine (Duo avec Angie Stone)                    | [ 1 ]                                   |
| 120                | 2001               | The Daisy Chain                                               |                                         |
| 121                | 2001               | When I Lay My Hands on U                                      |                                         |
| 122                | 2004               | Musicology                                                    | Sanaa Hamri                             |
| 123                | 2004               | Call My Name                                                  | Sanaa Hamri                             |
| 124                | 2004               | Cinnamon Girl                                                 | Phil Harder                             |
| 125                | 2005               | Te Amo Corazón                                                | Salma Hayek                             |
| 126                | 2006               | Black Sweat                                                   | Sanaa Hamri                             |
| 127                | 2006               | Fury                                                          | Sanaa Hamri                             |
| 128                | 2007               | Guitar                                                        | [ 1 ]                                   |
| 129                | 2007               | Chelsea Rodgers                                               | Phil Griffin                            |
| 130                | 2007               | Somewhere Here on Earth                                       | Phil Griffin                            |
| 131                | 2007               | The Song of the Heart                                         | George Miller                           |
| 132                | 2008               | The One U Wanna C                                             | Randee St. Nicholas                     |
| 133                | 2009               | Crimson and Clover                                            | P. R. Brown                             |
| 134                | 2009               | Chocolate Box (feat. Q-Tip)                                   | P. R. Brown                             |
| 135                | 2009               | Everytime (interprété par Bria Valente)                       | [ 1 ]                                   |
| 136                | 2012               | Rock and Roll Love Affair                                     | NPG Records                             |
| 137                | 2013               | ScrewDriver                                                   | NPG Records                             |
| 138                | 2013               | Fixurlifeup                                                   | NPG Records                             |
| 139                | 2013               | Plectrum Electrum                                             | NPG Records                             |
| 140                | 2013               | Breakfast Can Wait                                            | Kobalt Music Group                      |

## Concerts
Ci-dessous sont repertoriés les concerts filmés lors des tournées de Prince et disponibles à la vente. Bien que certains soient très durs à obtenir.
| Tournée                           | Date, Lieu                                                                            | Éxtrait(s)  |
| --------------------------------- | ------------------------------------------------------------------------------------- | ----------- |
| Dirty Mind Tour                   | - 22 mars 1981, New York - 4 juin 1981, Paris                                         | [ Vidéo 1 ] |
| Controversy Tour                  | - 21 novembre 1981, Washington                                                        |             |
| 1999 Tour                         | - 29 décembre 1982, Houston                                                           |             |
| Purple Rain Tour                  | - 4 janvier 1985, Atlanta - 30 mars 1985, Syracuse                                    |             |
| Hit n Run – Parade Tour           | - 7 juin 1986, Détroit                                                                |             |
| Sign o' the Times Tour            | - 21 mars 1987, Minneapolis - 12 décembre 1987, Paisley Park                          |             |
| Lovesexy Tour                     | - 9 septembre 1988, Dortmund                                                          | [ Vidéo 2 ] |
| Nude Tour                         | - 29 juillet 1990, La Corogne - 31 août 1990, Tokyo - 18 janvier 1991, Rio de Janeiro | ,           |
| Diamonds and Pearls Tour          | - 24 juin 1992, Londres                                                               |             |
| Act I Tour                        | - 25 mars 1993, New York                                                              |             |
| Act II Tour                       | - 5 août 1993, Stockholm                                                              | [ Vidéo 5 ] |
| The Ultimate Live Experience      | - 27 mars 1995, Gand - 1995, Londres                                                  |             |
| Gold Tour                         | - 11 janvier 1996, Osaka                                                              |             |
| Love 4 One Another Charities Tour | - 21 juin 1997, Moline                                                                |             |
| Jam of the Year Tour              | - 24 octobre 1997, Las Vegas                                                          |             |
| Rave Un2 the Year 2000            | - 12 décembre 1999, Paisley Park                                                      |             |
| One Nite Alone...Tour             | - 19 octobre 2002, Berlin - 15 décembre 2002, Las Vegas                               |             |
| Musicology Tour                   | - 24 août 2004, Philadelphie                                                          |             |
| LotusFlow3r Tour                  | - 18 juillet 2009, Montreux                                                           |             |

## Films

### En tant qu'acteur

#### Purple Rain(1984)
Prince joue le rôle d'un jeune musicien appelé The Kid dans un film se rapprochant d'une auto-biographie, retraçant des événements clés de la carrière de Prince. Sa jeunesse passée à Minneapolis, ses premiers grands concerts à First Avenue, la rivalité entre son groupe et The Time et les rapports entre sa mère et son père.
- Réalisateur : Albert Magnoli
- Producteurs : Robert Cavallo, Steven Fargnoli et Joseph Ruffalo
- Scénaristes : Albert Magnoli et William Blinn
- Compositeur : Prince

#### Under the Cherry Moon(1986)
Prince joue cette fois le rôle d'un jeune homme appelé Christopher Tracy. Le film se détache complètement de l'ambiance de Purple Rain, racontant cette fois une histoire plus fantaisiste et plus dramatique. L'intrigue se déroule en France. Les critiques seront d'ailleurs très sévères, car tout le monde s'attendant à une suite de Purple Rain, elles traiteront Prince d'égo-maniaque qui ne se refuse rien. Pour riposter Prince annule la quasi-totalité des dates Américaines du Hit n Run – Parade Tour, et en rajoute au Japon.
- Réalisateur : Prince
- Scénariste : Becky Johnston
- Compositeur : Prince

#### Sign O' The Times(1987)
Ce film est en fait un concert privé joué à Paisley Park, reprenant la mise en scène et les titres du Sign o' the Times Tour que Prince voulait immortaliser surtout en raison de son budget colossal. En effet les décors présents sur la scène et les effets de lumières ont été importants. Bien que les concerts se soient vendus le plus souvent à guichet fermé, le bénéfice n'a pas été très élevé. Ce problème sera présent également pour le Lovesexy Tour.
- Réalisateur : Prince
- Producteurs : Robert Cavallo, Steven Fargnoli, Joseph Ruffalo
- Compositeur : Prince

#### Graffiti Bridge(1990)
Prince reprend le rôle du Kid dans ce film qui se veut la suite de Purple Rain. Pourtant, la critique ne le considère pas comme étant à la hauteur de Purple Rain, notamment du fait que le film soit tourné essentiellement en studio à Paisley Park et que Prince n'est plus aussi humble. Aujourd'hui Under the Cherry Moon et Sign o the Time sont devenus bien plus populaires.
- Réalisateur : Prince
- Producteur : Randy Phillips
- Scénariste : Prince
- Compositeur : Prince

### En tant que compositeur
- 1988 : Les Feux de la nuit (Bright Lights, Big City)
- 1989 : Batman
- 1994 : Blankman
- 1995 : Showgirls
- 1996 : Girl 6
- 2006 : Happy Feet

## Performances télévisées de Prince
| Émission                           | Date, Titre(s) interprété(s) | Lien(s)      |
| ---------------------------------- | --- | ------------ |
| American Bandstand                 | - 16 décembre 1979, I Wanna Be Your Lover & Why You Wanna Treat Me So Bad? |              |
| American Idol                      | - 24 mai 2006, Lolita & Satisfied | [ Vidéo 6 ]  |
| American Music Awards              | - 28 janvier 1985, Purple Rain | [ Vidéo 7 ]  |
| Arsenio Hall show                  | - 4 septembre 1991, Let's Go Crazy, Kiss, Cream, Purple Rain & Daddy Pop - 23 février 1993, My Name Is Prince, The Morning Papers, Blue Light & The Max - 4 mars 2014, Funknroll, She's Always In My Hair, Stay - "Soul Lifted" & Mutiny |              |
| Chris Rock Show                    | - 7 février 1997, Face Down |              |
| Glücksspirale                      | - 27 novembre 1999, The Greatest Romance Ever Sold |              |
| Good Morning America               | - 16 juin 2006, Get On The Boat, Redhead Stepchild & Let's Go Crazy |              |
| Grammy Awards                      | - 26 février 1985, Baby I'm A Star |              |
| Harald Schmidt Show                | * 25 novembre 1999, Baby Knows |              |
| Hit Machine                        | - 17 novembre 1999, The Greatest Romance Ever Sold | [ Vidéo 8 ]  |
| Hollywood Studio 9                 | - 24 octobre 1980, Uptown & Dirty Mind |              |
| Jimmy Kimmel Live!                 | - 23 octobre 2012, Lady Cab Driver, The Beautiful Ones, Rock And Roll Love Affair, The Dance Electric & Superconductor |              |
| Late Night With Jimmy Fallon       | - 1er mars 2013, Screwdriver & Bambi |              |
| Le Grand Journal                   | - 14 octobre 2009, Dance 4 Me, No More Candy 4 U, 1999, I Feel For You & Controversy - 27 juin 2011, Johnny B. Goode, We Live (2 Get Funky), People Pleaser, Peach, Anotherloverholenyohead, Shhh & D.M.S.R. | [ Vidéo 9 ]  |
| Lopez Tonight                      | - 13 avril 2011, Ladydown, The Beautiful Ones, You're The One For Me & D.M.S.R. | [ Vidéo 10 ] |
| MuchMoreMusic Live!                | - 28 juillet 2004, Musicology, Kiss & D.M.S.R. |              |
| MTV                                | - 1er juillet 1986, Raspberry Beret, Delirious, Controversy & Mutiny |              |
| MTV Video Music Awards             | - 11 septembre 1987, Sign o' the Times & Play in the Sunshine - 5 septembre 1991, Gett Off |              |
| Nulle part ailleurs                | - 5 mai 1994, Endorphinmachine - 17 novembre 1999, Baby Knows, The Greatest Romance Ever Sold & Alphabet St. | [ Vidéo 11 ] |
| Oprah Winfrey Show                 | - 20 novembre 1996, Do Me, Baby, If I Was Your Girlfriend, Sleep Around & Betcha By Golly Wow! |              |
| Rosie O'Donnell                    | - 7 juillet 1997, Somebody's Somebody & The Holy River |              |
| Saturday Night Live                | - 21 février 1981, Partyup - 24 septembre 1989, Electric Chair - 4 février 2006, Fury & Beautiful, Loved And Blessed |              |
| Séptimo                            | - 22 novembre 1999, Baby Knows, Prettyman, (Sometimes I Feel Like A) Motherless Child, The Jam, A Night In Tunisia & Everyday People |              |
| Solid Gold                         | - 14 décembre 1982, 1999 - 4 avril 1983, Little Red Corvette |              |
| Soul Train                         | - 9 avril 1994, The Most Beautiful Girl In The World, Now, Acknowledge Me & Love Sign |              |
| Special Olympics opening           | - 20 juillet 1991, Diamonds and Pearls, Baby I'm a Starr & Push |              |
| Super Bowl XLI                     | - 4 février 2007, Let's Go Crazy, 1999, Baby I'm A Star, The Best Of You & Purple Rain |              |
| TFI Friday                         | - 19 novembre 1999, Baby Knows & Prettyman |              |
| The Ellen Degeneres Show           | - 2 mars 2004, Kiss, Nothing Compares 2 U, Bambi, A Love Bizarre / The Glamorous Life, I Feel For You & Controversy - 22 avril 2009, Crimson And Clover | ,            |
| The Late Show with David Letterman | - 13 décembre 1994, Dolphin - 2 juillet 1996, Dinner With Delores |              |
| The Midnight Special               | - 6 janvier 1980, I Wanna Be Your Lover & Why You Wanna Treat Me So Bad? |              |
| The Tavis Smiley Show              | - 12 février 2004, Reflection | [ Vidéo 13 ] |
| The Today Show                     | - 12 juillet 1994, Love Sign - 9 juillet 1996, Dinner With Delores & Zannalee - 3 janvier 1997, Take Me With U, Raspberry Beret & Talkin' Loud And Sayin' Nothing - 29 mai 1998, Free, Sweet Thing , Release Yourself, Days Of Wild, Everyday People, Just Be My Lady, One In A Million, Purple Rain, I Want To Take You Higher & Alphabet St | ,            |
| The Tonight Show                   | - 24 juillet 1998, Come On & Come On Remix - 3 mai 2001, The Work Pt. 1 - 4 mai 2001, The Ballad Of Dorothy Parker / Four - 13 décembre 2002, The Everlasting Now - 26 février 2004, Musicology - 25 avril 2008, Turn Me Loose, Guitar & 1999 - 25 mars 2009, Ol' Skool Company - 26 mars 2009, Dreamer - 27 mars 2009, Feel Better, Feel Good, Feel Wonderful, Crimson And Clover & Play That Funky Music - 28 mai 2009, Somewhere Here On Earth |              |
| The Tube Apocalypse                | - 20 novembre 1999, Baby Knows & The Greatest Romance Ever Sold |              |
| The White Room                     | - 5 avril 1995, The Jam, Get Wild, Hide The Bone, Count The Days & Big Fun |              |
| Top On Top Pops                    | - 15 mars 1995, Get Wild - 26 février 1997, The Holy River - 18 novembre 1999, Baby Knows & The Greatest Romance Ever Sold | ,            |
| Tout Lara Fabian                   | - 16 novembre 1999, Baby Knows & The Greatest Romance Ever Sold |              |
| Tros TV-Show                       | - 28 novembre 1999, The Greatest Romance Ever Sold | [ Vidéo 18 ] |
| Vibe TV-show                       | - 8 juin 1998, Let's Work, Delirious, Free, Sweet Thing, Just B My Lady, Spoon, The One & Everyday People |              |

## Vidéos
| Année | Titre                                | Sortie            | Label                | Type               | Récompense(s) |
| ----- | ------------------------------------ | ----------------- | -------------------- | ------------------ | ------------- |
| 1985  | Prince and The Revolution Live       | 29 juillet 1985   | Warner Home Video    | Live               | É-UPlatine 2X |
| 1987  | Sign O' The Times                    | 20 novembre 1987  | MCA Records          | Live               | É-U Platine   |
| 1989  | Lovesexy Live 1                      | 19 avril 1989     | Warner Home Video    | Live               |               |
| 1989  | Lovesexy Live 2                      | 19 avril 1989     | Warner Home Video    | Live               |               |
| 1991  | Gett Off Video Collection            | 10 septembre 1991 | Warner Reprise Video | Vidéofilm          | É-U Or        |
| 1992  | Sexy M.F.                            | 16 juin 1992      | Warner Home Video    | Clips vidéo        |               |
| 1992  | Diamonds and Pearls Video Collection | 6 octobre 1992    | Warner Home Video    | Vidéofilm          |               |
| 1993  | The Hits Collection                  | 14 septembre 1993 | Warner Home Video    | Vidéofilm          | É-U Or        |
| 1994  | 3 Chains O' Gold                     | 16 août 1994      | Warner Home Video    | Vidéofilm          |               |
| 1995  | Live! − The Sacrifice of Victor      | 6 mars 1995       | Warner Home Video    | Live               |               |
| 1999  | Beautiful Strange                    | 24 août 1999      | NPG Video            | Clips vidéo & live |               |
| 2000  | Rave Un2 the Year 2000               | 5 juin 2000       | NPG Video            | Live               | R-U Or        |
| 2003  | Live At The Aladdin Las Vegas        | 12 août 2003      | Hip-O Records        | Live               |               |

## Sorties Internet
| Année | Titre           | Type               | Détail |
| ----- | --------------- | ------------------ | --- |
| 2013  | Bambi           | Performance studio | Vidéo promotionnelle mise en ligne. Mettant en avant le nouveau groupe de Prince sur un ancien titre revu. |
| 2013  | Guitar          | Performance studio | Vidéo promotionnelle mise en ligne. Encore un ancien titre revu.                                           |
| 2013  | Live Out Loud   | Performance studio | Les 3 nouvelles musiciennes se présente. On a ensuite un extrait du titre clé.                             |
| 2013  | Let's Go Crazy  | Performance studio | Présentation d'une version re-travaillé très différemment.                                                 |
| 2013  | Screwdriver     | Live               | Disponible à l'achat                                                                                       |
| 2013  | Boomstratus     | Performance studio | Autre titre revu par le nouveau groupe                                                                     |
| 2013  | Live Out Loud() | Performance studio | Performance intégrale de la chanson sans apparition de Prince                                              |